# Список умерших в 733 году

## Январь
- 26 января — Мухаммад аль-Бакир (55), пятый шиитский имам.

## Февраль
- 4 февраля — Агата-Инукаи-но Митиё, японская аристократка и придворная периода Нара.

## Дата смерти неизвестна или требует уточнения
- Элотах мак Фаэлхон, король Уи Хеннселайг (Южного Лейнстера) (727—732/733).
- Эохайд III, король гэльского королевства Дал Риада (727—733).
- Яманоуэ-но Окура, японский политический деятель и поэт.